# فالنتين سابيلا
فالنتين سابيلا (بالإسبانية: Valentin Sabella)‏ هو لاعب كرة قدم أرجنتيني في مركز الهجوم، ولد في 5 يوليو 1999 في بوينس آيرس في الأرجنتين. لعب مع شارلوت إندبنتنس.

## وصلات خارجية
- فالنتين سابيلا على موقع قاعدة بيانات كرة القدم.إي يو (الإنجليزية)
- فالنتين سابيلا على موقع Soccerway.com (الإنجليزية)